# Taba Diego
Taba Diego (sinh ngày 31 tháng 5 năm 1996) là một cầu thủ bóng đá người Nhật Bản.

## Sự nghiệp câu lạc bộ
Taba Diego hiện đang chơi cho YSCC Yokohama.